# Dzindri
Dzindri – miasto na Komorach, na wyspie Anjouan.
13,7 km na północny wschód od miasta znajduje się port lotniczy AJN - Anjouan Ouani.